# Guido Gallese
Guido Gallese (Genova, 18 marzo 1962) è un vescovo cattolico italiano dal 20 ottobre 2012 vescovo di Alessandria.

## Biografia
Nasce a Genova, città capoluogo di regione e sede arcivescovile, il 18 marzo 1962 da famiglia originaria di Levanto, in provincia della Spezia; è primogenito, due anni più grande del fratello Riccardo.

### Formazione e ministero sacerdotale
Il 3 novembre 1985 entra nel seminario arcivescovile maggiore di Genova.
Il 23 aprile 1988 è ordinato diacono, nella cattedrale di San Lorenzo a Genova, dall'arcivescovo Giovanni Canestri (poi cardinale), che il 29 settembre 1990 lo ordina anche presbitero, nella chiesa dei Santi Pietro e Teresa del Bambin Gesù nel quartiere di Albaro.
Dal 1990 al 1995 è vice rettore del seminario arcivescovile maggiore di Genova. Il 12 luglio 1995 consegue la laurea in matematica presso l'Università degli Studi di Genova. Dal 1995 al 1998 è vicario parrocchiale di San Giuseppe di Priaruggia, a Genova Quarto. Dal 1998 al 2003 è parroco in solidum e moderatore delle parrocchie di Calvari, Davagna, Marsiglia, Moranego e Rosso. Nel 2004 consegue la licenza in Filosofia presso la Pontificia Università della Santa Croce a Roma; al momento della nomina episcopale era dottorando in Filosofia presso lo stesso ateneo.
Dal 2003 al 2007 è parroco delle parrocchie di Bargagli, Cisiano, Traso, Terrusso e Viganego. Dal 2007 è docente di Antropologia filosofica ed Etica presso la sezione di Genova della Facoltà Teologica dell'Italia Settentrionale e responsabile per la Pastorale giovanile dell'arcidiocesi di Genova. Il 12 ottobre 2007 è nominato canonico del capitolo della collegiata di Santa Maria delle Vigne a Genova.
Dall'11 febbraio 2008 è direttore dell'ufficio diocesano per l'Università e membro del Consiglio presbiterale. Il 14 dicembre 2010 è nominato membro della commissione diocesana per l'applicazione degli orientamenti pastorali dell'episcopato italiano per il decennio 2010-2020.

#### Scautismo
Entrato nell'AGESCI all'età di 16 anni, è rover nel Clan Chiara (gruppo Genova 10), che ha come assistente ecclesiastico don Angelo Bagnasco, futuro arcivescovo di Genova e cardinale. Svolge servizio di Capo (Reparto e Clan) fino alla sua entrata in seminario.
Durante il suo ministero presbiterale sarà assistente del Gruppo Scout d'Europa Genova 2 e successivamente del Clan AGESCI del Levanto 1, il cui capo è il fratello Riccardo.
Fin dal suo ingresso nel movimento scout partecipa come rover alle attività della Comunità Scout di Soviore divenendone, nel 2000, l'assistente spirituale, esaudendo post mortem la richiesta del suo predecessore don Sandro Crippa.
Nel suo ministero presbiterale sottolinea spesso l'importanza dello scautismo nella propria educazione e vocazione e ricorda più volte come la sua prima ordinazione (quella al diaconato) abbia coinciso con la ricorrenza di San Giorgio, patrono degli scout. Alla sua assegnazione come canonico della basilica di Santa Maria delle Vigne sottolinea la sua gioia per poter "vivere" nel luogo dove nacque lo scautismo cattolico.
Nel comporre il proprio stemma episcopale inserisce una ghianda, richiamo allo scautismo e in particolare alla Comunità Scout di Soviore, come egli stesso descrive:

### Ministero episcopale

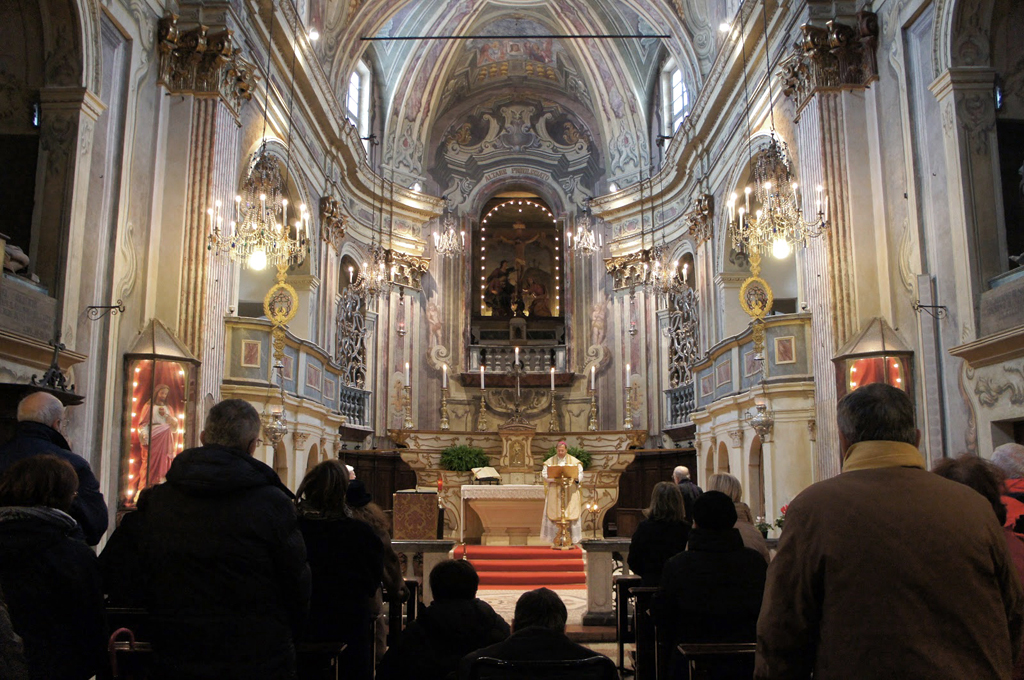
Il vescovo Guido Gallese durante una celebrazione presso la chiesa di San Giovannino ad Alessandria.

Il 20 ottobre 2012 papa Benedetto XVI lo nomina vescovo di Alessandria; succede a Giuseppe Versaldi, precedentemente nominato presidente della Prefettura degli affari economici della Santa Sede. L'11 novembre successivo riceve l'ordinazione episcopale, nella cattedrale di San Lorenzo a Genova, dal cardinale Angelo Bagnasco, coconsacranti il cardinale Giuseppe Versaldi e il vescovo Luigi Ernesto Palletti. Il 25 novembre prende possesso della diocesi.
Al momento dell'ordinazione era l'ordinario diocesano italiano più giovane, non tenendo conto di dom Pietro Vittorelli, abate mitrato dell'abbazia territoriale di Montecassino, anch'egli ordinario ma non insignito della dignità episcopale.
È delegato per la pastorale giovanile della Conferenza episcopale piemontese.

## Genealogia episcopale
La genealogia episcopale è:
- Cardinale Scipione Rebiba
- Cardinale Giulio Antonio Santori
- Cardinale Girolamo Bernerio, O.P.
- Arcivescovo Galeazzo Sanvitale
- Cardinale Ludovico Ludovisi
- Cardinale Luigi Caetani
- Cardinale Ulderico Carpegna
- Cardinale Paluzzo Paluzzi Altieri degli Albertoni
- Papa Benedetto XIII
- Papa Benedetto XIV
- Papa Clemente XIII
- Cardinale Enrico Benedetto Stuart
- Papa Leone XII
- Cardinale Chiarissimo Falconieri Mellini
- Cardinale Camillo Di Pietro
- Cardinale Mieczysław Halka Ledóchowski
- Cardinale Jan Maurycy Paweł Puzyna de Kosielsko
- Arcivescovo Józef Bilczewski
- Arcivescovo Bolesław Twardowski
- Arcivescovo Eugeniusz Baziak
- Papa Giovanni Paolo II
- Cardinale Carlo Maria Martini, S.I.
- Cardinale Dionigi Tettamanzi
- Cardinale Angelo Bagnasco
- Vescovo Guido Gallese